# Landkreis Donau-Ries
Landkreis Donau-Ries – powiat w Niemczech, w kraju związkowym Bawaria, w rejencji Szwabia, w regionie Augsburg.
Siedzibą powiatu Donau-Ries jest miasto Donauwörth.

## Podział administracyjny
W skład powiatu wchodzi:
- siedem gmin miejskich (Stadt)
- dwie gminy targowe (Markt)
- 35 gmin wiejskich (Gemeinde)
- sześć wspólnot administracyjnych (Verwaltungsgemeinschaft)
- dwa obszary wolne administracyjnie (gemeindefreies Gebiet)

Miasta:
| Lp. | Nazwa miasta        | Ludność (31.12.2012) | Powierzchnia km² |
| --- | ------------------- | -------------------- | ---------------- |
| 1   | Donauwörth          | 18.269               | 77,02            |
| 2   | Harburg (Schwaben)  | 5.465                | 73,18            |
| 3   | Monheim             | 4.940                | 69,35            |
| 4   | Nördlingen          | 19.268               | 68,10            |
| 5   | Oettingen in Bayern | 5.096                | 34,21            |
| 6   | Rain                | 8.639                | 77,13            |
| 7   | Wemding             | 5.721                | 31,69            |

Gminy targowe:
| Lp. | Nazwa gminy targowej | Ludność (31.12.2012) | Powierzchnia km² |
| --- | -------------------- | -------------------- | ---------------- |
| 1   | Kaisheim             | 3.842                | 41,56            |
| 2   | Wallerstein          | 3.282                | 19,45            |

Gminy wiejskie:
| Lp. | Nazwa gminy       | Ludność (31.12.2012) | Powierzchnia km² |
| --- | ----------------- | -------------------- | ---------------- |
| 1   | Alerheim          | 1.613                | 23,37            |
| 2   | Amerdingen        | 859                  | 19,10            |
| 3   | Asbach-Bäumenheim | 4.364                | 11,89            |
| 4   | Auhausen          | 1.033                | 15,55            |
| 5   | Buchdorf          | 1.641                | 16,80            |
| 6   | Daiting           | 783                  | 25,44            |
| 7   | Deiningen         | 1.974                | 15,32            |
| 8   | Ederheim          | 1.090                | 16,57            |
| 9   | Ehingen am Ries   | 809                  | 15,64            |
| 10  | Forheim           | 569                  | 23,26            |
| 11  | Fremdingen        | 2.032                | 50,07            |
| 12  | Fünfstetten       | 1.327                | 26,72            |
| 13  | Genderkingen      | 1.149                | 11,67            |
| 14  | Hainsfarth        | 1.453                | 17,55            |
| 15  | Hohenaltheim      | 598                  | 17,82            |
| 16  | Holzheim          | 1.130                | 20,28            |
| 17  | Huisheim          | 1.575                | 22,78            |
| 18  | Maihingen         | 1.202                | 14,18            |
| 19  | Marktoffingen     | 1.320                | 13,60            |
| 20  | Marxheim          | 2.513                | 46,57            |
| 21  | Megesheim         | 838                  | 12,53            |
| 22  | Mertingen         | 3.797                | 38,42            |
| 23  | Mönchsdeggingen   | 1.413                | 32,08            |
| 24  | Möttingen         | 2.436                | 31,83            |
| 25  | Munningen         | 1.764                | 22,78            |
| 26  | Münster           | 1.178                | 17,75            |
| 27  | Niederschönenfeld | 1.370                | 14,39            |
| 28  | Oberndorf am Lech | 2.390                | 19,36            |
| 29  | Otting            | 761                  | 13,40            |
| 30  | Reimlingen        | 1.337                | 9,54             |
| 31  | Rögling           | 637                  | 10,73            |
| 32  | Tagmersheim       | 1.058                | 15,95            |
| 33  | Tapfheim          | 3.916                | 44,46            |
| 34  | Wechingen         | 1.399                | 24,02            |
| 35  | Wolferstadt       | 1.089                | 30,70            |

Wspólnoty administracyjne:
| Lp. | Nazwa wspólnoty administracyjnej | Ludność (31.12.2012) | Powierzchnia km² | Liczba gmin |
| --- | -------------------------------- | -------------------- | ---------------- | ----------- |
| 1   | Monheim                          | 9.059                | 138,27           | 5           |
| 2   | Oettingen in Bayern              | 10.993               | 118,26           | 6           |
| 3   | Rain                             | 4.827                | 64,05            | 4           |
| 4   | Ries                             | 10.852               | 181,08           | 9           |
| 5   | Wallerstein                      | 5.804                | 47,22            | 3           |
| 6   | Wemding                          | 10.473               | 125,29           | 5           |

Obszary wolne administracyjnie:
| Lp. | Nazwa obszaru           | Ludność (31.12.2012) | Powierzchnia km² |
| --- | ----------------------- | -------------------- | ---------------- |
| 1   | Dornstadt-Linkersbaindt | niezamieszkany       | 17,95            |
| 2   | Esterholz               | niezamieszkany       | 3,23             |

## Polityka

### Landrat
- 1972–1984 Andreas Popp (PWG)
- 1984–2002 Alfons Braun (SPD)
- od 2002 – Stefan Rößle (CSU)

### Kreistag
|                          |                          | 2002   | 2002    | 2002   | 2008    | 2008    | 2008    |
| miejsca                  | %                        | głosy  | miejsca | %      | głosy   |         |         |
| ------------------------ | ------------------------ | ------ | ------- | ------ | ------- | ------- | ------- |
|                          | CSU                      | 28     | 46,9%   | 32 254 | 26      | 42,2%   | 27 086  |
|                          | SPD                      | 13     | 21,1%   | 14 514 | 10      | 16,5%   | 10 623  |
|                          | PWG/FW                   | 7      | 10,6%   | 7291   | 9       | 15,1%   | 9673    |
|                          | Młodzi Obywatele         | 5      | 8,1%    | 5571   | 5       | 8,8%    | 5676    |
|                          | Zieloni                  | 2      | 4,5%    | 3064   | 4       | 5,6%    | 3608    |
|                          | Die Linke                | -      | -       | -      | 2       | 3,7%    | 2381    |
|                          | Lista Kobiet Donau-Ries  | 2      | 3,3%    | 2254   | 2       | 4,0%    | 2558    |
|                          | 50plus aktiv             | -      | -       | -      | 1       | 1,5%    | 981     |
|                          | ödp                      | –      | –       | –      | 1       | 2,6%    | 1651    |
|                          | FDP/Wolni Obywatele      | 1      | 2,5%    | 1745   | –       | –       | –       |
|                          | WG MUT/ödp               | 2      | 3,1%    | 2126   | –       | –       | –       |
|                          |                          | 60     | 100%    | 68 819 | 60      | 100%    | 64 237  |
| uprawnieni do głosowania | uprawnieni do głosowania | 97 709 | 97 709  | 97 709 | 100 055 | 100 055 | 100 055 |
| głosy ważne              | głosy ważne              | 68 819 | 68 819  | 68 819 | 64 237  | 64 237  | 64 237  |
| głosy nieważne           | głosy nieważne           | 2 869  | 2 869   | 2 869  | 3 560   | 3 560   | 3 560   |
| frekwencja               | frekwencja               | 73,4%  | 73,4%   | 73,4%  | 67,8%   | 67,8%   | 67,8%   |

## Zmiany administracyjne
- 1 lipca 2014
  - rozwiązanie obszaru wolnego administracyjnie Brand i przyłączenie jego terenu do gmin Holzheim oraz Münster.